# Rákóczi Julianna
Felsővadászi Rákóczi Julianna Borbála (Magyar Királyság, 1672. szeptember – Bécs, 1717. május 26.) I. Rákóczi Ferenc választott erdélyi fejedelem és Zrínyi Ilona leánya, II. Rákóczi Ferenc fejedelem nővére.

## Élete

### Ifjúkora
I. Rákóczi Ferenc és Zrínyi Ilona második gyermekeként, szülei elsőszülött fia, György 1667-ben született, és még ugyanabban az évben esett halála után öt esztendőre, 1672-ben született. Apját korán elvesztette, I. Rákóczi Ferenc alig volt 31 esztendős, amikor 1676. július 8-án a lengyel határon fekvő Zborón hirtelen elhunyt. Végrendeletében árváit, Juliannát és a nála négy évvel fiatalabb Ferencet I. Lipót császár oltalmába ajánlotta. Az özvegy Zrínyi Ilonának azonban sikerült elérnie a császári udvarnál, hogy ő maradhasson a gyermekei gyámja. Ez azt jelentette, hogy az ő kezelésében maradt a hatalmas Rákóczi-vagyon és a várak, többek között Regéc, Sárospatak, Makovica és persze Munkács parancsnoksága. Munkácson, Báthory Zsófia erdélyi fejedelemasszony rezidenciájában nem volt császári őrség. Zrínyi Ilona ide menekült gyermekeivel.

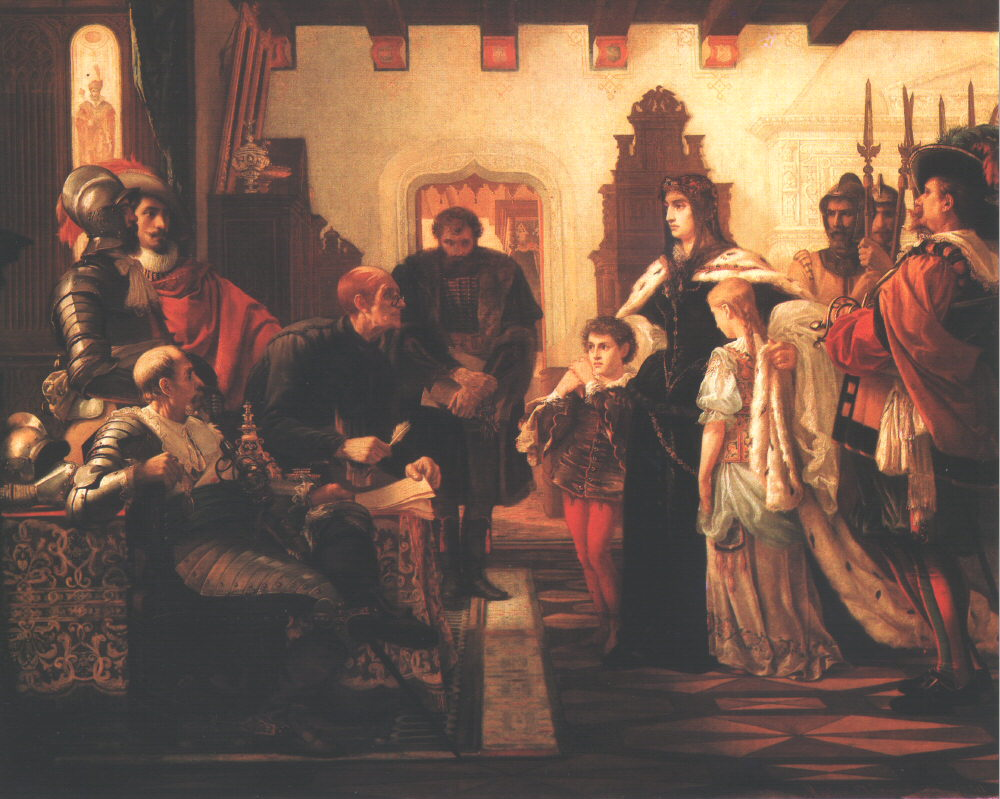
Madarász Viktor festménye Zrínyi Ilona vizsgálóbírái előtt (1859)

Julianna alig volt 8 esztendős, amikor nagyanyja, Báthory Zsófia 1680. június 14-én meghalt. Két évvel később, 1682-ben anyja férjhez ment gróf Thököly Imréhez, akinek az oldalán cselekvő részese lett a Habsburgok elleni kuruc felkelésnek. Amikor Thököly török fogságba került, a császári csapatok 1685 végén körülvették a Rákócziak utolsó erősségét, Munkács várát. Zrínyi Ilona három évig védte a várat Antonio Caraffa generális csapataival szemben. Julianna anyja oldalán élte át az elhúzódó ostromot. Buda visszafoglalása után azonban Zrínyi Ilona helyzete tarthatatlanná vált, és 1688. január 17-én kénytelen volt a várat feladni, de elérte, hogy a vár védői amnesztiát kaptak a császártól, és hogy a Rákóczi-vagyon gyermekei nevén maradjon. A megállapodás értelmében azonban Bécsbe kellett mennie velük, ahol a megállapodást részben megsértve, gyermekeit elvették tőle. Mialatt Ferenc a csehországi neuhausi jezsuita iskolába került, Juliannát anyjával együtt a bécsi Szent Orsolya-rend zárdájába internálták, nevelését Kollonich Lipót érsek vette át.

## Élete az Orsolya szüzek zárdájában, házassága
Anyja a zárdában élénk kapcsolatot tartott fenn a császári udvar franciabarát hölgyeivel. Valószínűleg segítségükkel választott leányának házastársat, franciabarát főnemesi családból. A 19 esztendős Julianna kezét Aspremont Ferdinánd gróf altábornaggyal 1691. június 24-én kötötte össze a bécsi püspök, a császári udvar tudta és beleegyezése nélkül. Thököly még ugyanebben az évben két foglyul ejtett császári tiszt fejében, lengyel és francia támogatással kiváltotta Zrínyi Ilonát, aki követte férjét a törökországi száműzetésbe.
Házasságával Julianna nagykorúsíttatta, és sikeresen kivonta magát gyámja, Kollonich fennhatósága alól. A következő évben öccse, Ferenc is kivonta magát a vén érsek gyámkodása alól, és Julianna bécsi palotájában talált otthonra. Az asszonynak nagy része volt abban, hogy Ferenc eljegyezze magának a császári házzal rokon Magdolna hessen–darmstadti hercegnőt, a bécsi udvar azonban kijátszotta a fiatalokat, és holt hírét keltette a hercegnőnek, ugyanis az udvar nem akarta, hogy az ifjú Rákóczi bekerüljön a császári családba.

## Szerepe aRákóczi-szabadságharcban
Amikor Rákóczit Longueval francia követ árulása a bécsújhelyi börtönbe juttatta, Julianna és Rákóczi felesége, Sarolta Amália hessen–wanfriedi hercegnő oroszlánrészt vállaltak a fejedelem megszöktetésében (1701. november 7.). Később a bécsi udvar Julianna révén eredménytelenül igyekezett eltántorítani Rákóczit a szabadságharc ügyétől.

## Halála
Julianna 1717-ben, életének 45. esztendejében meghalt. Férjét, a nála 29 évvel idősebb Ferdinand-Gobert Aspremont-Reckheim grófot még 1708-ban eltemette. Mivel II. Rákóczi Ferenc egyetlen, felnőtt kort megért unokája 1780-ban apácaként halt meg egy párizsi zárdában, a Rákóczi-család vére egyedül Julianna utódaiban csörgedezett tovább.

## Gyermekei[2]
- Férjétől, Ferdinand Gobert d'Aspremont-Lynden und Reckheim (1643–1708) gróftól, 7 gyermek:
  - Lajos
  - József Gobert (–1720), felesége Charlotte Turinetti
  - Anna Barbara
  - Vilmos Ernő
  - Luitprand Gobert
  - Johanna Gobertina
  - Károly Gobert (1703–1749), felesége Kokorzowa Erzsébet Eleonóra (–1747), 4 gyermek